# Renzo degli Anguillara

Stemma Orsini

Renzo degli Anguillara, detto anche Renzo da Ceri, o Lorenzo Orsini (Ceri, 12 gennaio 1475 o 1476 – Blera, 20 gennaio 1536), è stato un generale italiano.

## Biografia
Figlio di Giovanni Orsini, signore di Ceri e di Giovanna Orsini di Monterotondo, nacque forse il 12 gennaio del 1475 o 1476, venne educato fin da giovane al mestiere  delle armi e militò al servizio dello Stato Pontificio ottenendo premi ed onori dal Papa. Nel 1510, con licenza del Papa Giulio II, si mise al servizio dei veneziani e fu al comando col grado di capitano di una compagnia di cento cavalieri. Nel 1514, mentre Prospero Colonna e Silvio Savelli erano intenti ad assediare Crema, con improvvisi attacchi molestò gli accampamenti dei nemici e sull'Adda, a Castiglione Lodigiano fece cinquanta prigionieri. Sconfisse il Savelli, ma fu battuto dal Colonna, con il quale dovette patteggiare la resa.
Venuto in disaccordo con Bartolomeo d'Alviano, tornò al servizio della chiesa e il papa gli conferì il Vicariato del castello di Bieda (oggi Blera). Nel 1522 parteggiò per il re di Francia contro Firenze. Successivamente, nel territorio di Siena sconfisse Gerolamo dei Pepoli e lo fece prigioniero, ma non portò a fondo l'impresa dell'assalto alla città e si volse verso Orbetello, senza risultato.
Nel 1523, morto papa Adriano VI, assalì Rubiera, poi unitamente al duca di Ferrara, occupò Reggio Emilia. Al servizio della Francia tentò invano di conquistare Arona. Nel 1524 fu alla guardia di Vigevano. 
Fu a Roma nel 1527, nelle giornate del Sacco, per difenderla dai Lanzichenecchi.
Nel 1528 fu il responsabile del Sacco di Barletta
Morì a fine gennaio del 1536 vicino a Blera, in Lazio, a causa di una rovinosa caduta da cavallo durante una partita di caccia.

## Discendenza
Lorenzo sposò Lucrezia Orsini (?-1508) dalla quale ebbe:
- Giampaolo (?-1560), condottiero
- Gerolama, religiosa

Sposò in seconde nozze nel 1508 Francesca di Giangiordano Orsini d'Aragona, marchesa di Padula, ed ebbero un figlio, Lelio.